# Comme les cinq doigts de la main
Pour plus de détails, voir Fiche technique et Distribution.
Comme les cinq doigts de la main est un film français réalisé par Alexandre Arcady, tourné en 2009 et sorti en 2010.

## Synopsis
Dans une communauté juive, en France, la famille Hayoun, cinq frères Dan, Jonathan, Michael, Julien et David, regroupée autour de leur mère Suzy (Françoise Fabian), veuve de Raymond, père des cinq garçons, est une famille unie. Pourtant, depuis que leur jeune frère David (Vincent Elbaz) l'élément turbulent de la fratrie a suivi la voie du banditisme, les liens sont coupés depuis longtemps avec lui. Un jour, David appelle ses frères à l'aide car il se trouve en conflit avec un clan de Gitans marseillais. L'esprit de solidarité fraternelle ressurgit immédiatement et malgré de nombreuses tensions entre eux, Dan, l'aîné (Patrick Bruel) prendra le rôle de chef de famille pour braver le danger et sauver l’honneur de son frère.

## Fiche technique
- Titre original : Comme les cinq doigts de la main (typographie Comme les 5 doigts de la main sur l'affiche de sortie en France)[1]
- Réalisation : Alexandre Arcady
- Scénario : Alexandre Arcady, Éric Assous et Daniel Saint-Hamont
- Musique : Armand Amar
- Décors : Tony Egry
- Costumes : Agnès Falque et Marie-Joséphine Gracia
- Photographie : Gilles Henry
- Son : Antoine Vial, Didier Lozahic, Emmanuel Augeard
- Montage : Manuel De Sousa
- Production : Alexandre Arcady
  - Production exécutive : Catherine Grandjean
  - Coproduction : Laurent Pétin et Michèle Pétin
  - Assistant de production : Romain Richard
- Sociétés de production[2] : présenté par Alexandre Films, en coproduction avec New Light Films, ARP Sélection et France 2 Cinéma, en association avec A Plus Image, La Banque Postale Image 3 et Banque Populaire Images 10, avec la participation de Canal+, Orange Cinéma Séries et France Télévisions
- Sociétés de distribution[3] : ARP Sélection (France) ; Les Films de l'Elysée (Belgique)
- Budget : 8,85 millions d’ €[4]
- Pays de production :  France
- Langue originale : français
- Format[5],[3] : couleur - 35 mm - 2,35:1 (Cinémascope) - son Dolby SRD
- Genre : policier, action, drame
- Durée : 116 minutes
- Dates de sortie[6] :
  - France : 9 avril 2010 (Festival international du film policier de Beaune) ; 28 avril 2010 (sortie nationale)
  - Belgique : 28 avril 2010[7]
- Classification[8] :
  - France : tous publics[9]
  - Belgique : tous publics (Alle Leeftijden)[7]

## Distribution
- Patrick Bruel : Dan Hayoun
- Vincent Elbaz : David Hayoun / Raymond Hayoun
- Pascal Elbé : Jonathan Hayoun
- Éric Caravaca : Julien Hayoun
- Mathieu Delarive : Michael Hayoun
- Françoise Fabian : Suzie Hayoun
- Caterina Murino : Linda Hayoun, femme de Dan
- Michel Aumont : Maurice Atlan
- Judith El Zein : Karine Hayoun
- Moussa Maaskri : Samy Boban
- Marie Mouté: Irène
- Amidou : Lakdar Hayoun
- Pierre Abbou : Homme Boban, gitan
- Lubna Azabal : Commissaire Amel Zeroual
- Camille de Pazzis : Camille
- Philippe Nahon : Kazan
- Étienne Chicot : Paul Angeli
- Michel Ferracci : Thierry l'avocat
- Jean-Claude de Goros : Berthier
- Jeanne Bournaud : Olivia
- Lucien Layani : Monsieur Layani (client dans la pharmacie)

## Distinctions
Entre 2010 et 2011, Comme les cinq doigts de la main a été sélectionné 3 fois dans diverses catégories et n'a remporté aucune récompense.

### Sélections
- "En français avec sous-titres anglais (New York)" (In French with English subtitles - New York) 2010 : films sélectionné.
- Festival international du Film Policier (Reims Polar) 2010 : Hors-compétition.
- Festival du Film Francophone de Grèce 2011 : Panorama du cinéma français.